# All-Ireland Senior Football Championship 1971
L'All-Ireland Senior Football Championship 1971 fu l'edizione numero 85 del principale torneo di calcio gaelico irlandese. Offaly batté in finale Galway ottenendo la prima vittoria della sua storia.

## Semifinali
| Dublino 8 agosto 1971 | Galway | 3-11 – 2-07 | Down | Croke Park |

| Dublino 22 agosto 1971 | Offaly | 1-16 – 1-11 | Cork | Croke Park |

### Finale
| Dublino 26 settembre 1971 | Offaly | 1-14 – 2-08 | Galway | Croke Park (70789 spett.) |